# Se una notte d'inverno un viaggiatore
Se una notte d'inverno un viaggiatore è un romanzo di Italo Calvino pubblicato nel 1979. In esso Calvino narra la storia di un Lettore che, nel tentativo di leggere un romanzo (intitolato appunto Se una notte d'inverno un viaggiatore), è per ragioni sempre differenti costretto a interrompere la lettura del libro che sta leggendo e intraprendere la lettura di un altro. L'opera, narrata per la maggior parte in seconda persona, diventa quindi una riflessione sulle molteplici possibilità offerte dalla letteratura e sulla impossibilità di giungere a una conoscenza della realtà.
Il romanzo ha avuto un notevole successo in Italia e all'estero, specialmente negli Stati Uniti, dove è stato letto immediatamente come esempio di letteratura postmoderna. Appartiene quindi al genere del metaromanzo, un romanzo che si interroga sulla sua stessa natura.

## Trama principale
Il libro è composto da undici brani, dieci dei quali sono inseriti all'interno di una cornice: infatti sono costituiti da dieci incipit di altrettanti romanzi. La storia della cornice, che si sviluppa parallelamente alla lettura dei diversi incipit, narra invece del Lettore (chiamato esplicitamente Lettore) e Ludmilla (la Lettrice), e della loro storia d'amore, che segue uno schema narrativo tradizionale in cui non manca il lieto fine.

### Il Lettore e la Lettrice
Apprestatosi a leggere un nuovo libro, Se una notte d'inverno un viaggiatore, il Lettore si accorge dopo poche pagine che la storia si interrompe per una cattiva impaginazione del volume, senza che sia possibile procedere. Va alla libreria per reclamare e incontra la Lettrice, Ludmilla, che ha lo stesso problema. Forniti entrambi dello stesso volume sostitutivo, cominciano insieme la lettura del libro, ma ben presto si rendono conto che quello non è il libro che avevano cominciato. Essendo anche quest'ultimo libro incompleto, i due vanno alla ricerca del finale, imbattendosi in un terzo libro, del tutto differente. La ricerca della conclusione li porta sempre, per i più svariati collegamenti, alla scoperta di libri nuovi ma sempre incompleti.
La donna si dimostra essere collegata in qualche modo a Ermes Marana, a capo di una immensa quanto assurda organizzazione segreta che falsifica dei libri d'autore e che assume un'importante parte nella ricerca del "vero" testo dei romanzi, cercato dai personaggi.
Superati gli ostacoli, alla fine della loro avventura letteraria, i due si innamorano e si sposano. Il Lettore non riesce tuttavia a completare la lettura dei romanzi ma, a letto con la sposa, prima di spegnere la luce, comunica di avere quasi finito di leggere il romanzo Se una notte d'inverno un viaggiatore di Italo Calvino.

### I dieci incipit
“Se una notte d'inverno un viaggiatore” (dello scrittore Italo Calvino)
Il protagonista si trova in una stazione ferroviaria in cui tutto sembra inafferrabile. Egli avverte la sensazione di aver perso una coincidenza e di trovarsi ancora lì solo per errore. Entrato in un bar, siede accanto ad una donna, che inizia ad affascinarlo. Tuttavia entra nel bar un poliziotto che gli porta un messaggio, concordato in precedenza, ed il protagonista esce per prendere l'ultimo treno. A questo punto, a causa di un errore di impaginazione, il Lettore legge e rilegge le stesse pagine (da 17 a 32).
“Fuori dell'abitato di Malbork” (di Tazio Bazakbal, scrittore polacco)
Tutto è concreto, corposo, al contrario del racconto precedente. Il protagonista è in una cucina, ma tutti gli ingredienti sono presentati in lingua originale e quindi, pur "sentendo il gusto" di un determinato cibo, il lettore non riesce a capire di che cosa si tratti. Dalla narrazione emergono due figure affascinanti: Zwida e Brigd, che appaiono quasi come un'unica figura "bifronte", composta dalle due donne. Anche in questo caso il Lettore non può proseguire nella lettura del romanzo perché dopo ogni coppia di pagine scritte iniziano a frapporsi delle coppie di pagine bianche, che finiscono per squarciare la lettura "come una ferita".
“Sporgendosi dalla costa scoscesa” (di Ukko Ahti, scrittore cimmero)
Questo romanzo viene rintracciato dal Lettore in Università, poiché alcuni nomi dell'incipit precedente, per una strana curiosità, sono uguali tra i due libri. Il romanzo viene raccontato dal professore di lingua cimmeria dell'ateneo, Uzzi Tuzii. Tuttavia la vicenda, raccontata in forma di diario, è completamente diversa da quella di "Fuori dell'abitato di Malbork": il protagonista, infatti, si trova nei pressi di un osservatorio meteorologico, che consiste in realtà in una semplice tettoia con pochi strumenti per la rilevazione dei dati. Anche in questo caso la presenza femminile, una ragazza che disegna gli elementi naturali che trova in spiaggia, attrae l'attenzione del protagonista, che però sembra manifestare una sorta di timore nel tentare un approccio alla donna. La ragazza chiede di comprarle un’ancoretta a quattro marre con una cima, che poi si rivelerà servire a far evadere un prigioniero. Con grande delusione del Lettore, il racconto termina proprio nel momento dell'incontro tra il protagonista e l'evaso, perché l'autore ha lasciato incompiuta la sua opera.
“Senza temere il vento e la vertigine” (di Vorts Viljandi, pseudonimo cimbro dello stesso Ukko Ahti)
Secondo il professor Galligani, docente di lingua cimbra nella stessa Università di Uzzi Tuzii, lo scrittore cimmero Ahti avrebbe effettivamente terminato il suo romanzo, ma proprio in lingua cimbra. Ancora una volta, tuttavia, la trama è completamente diversa dalla precedente. Questa volta il libro viene letto nel gruppo di studio di Lotaria, sorella di Ludmilla e studentessa universitaria. La figura femminile appare prima che negli altri romanzi, infatti già nelle prime righe una donna, presa dalla vertigine, sviene tra le braccia del protagonista. La scena si trasferisce poi nell'ufficio di Valeriano, al commissariato di Polizia; dopo un colloquio con Valeriano, apparentemente amico del protagonista, nella stanza la ragazza presa dalla vertigine rivela la propria presenza ed il suo nome: Irina. Dopo essersi inserita nella discussione, prende una rivoltella e la punta contro il protagonista; a questo punto, però, nel racconto si apre una parentesi erotica, che termina con il ritrovamento, da parte del protagonista, del foglio della sua condanna a morte. Tuttavia la narrazione si interrompe perché il gruppo di studio concorda sul fatto che anche solo sulla sezione appena letta "c'è già da discutere per un mese": il resto del romanzo, in effetti, è stato diviso tra altri gruppi di studio.
“Guarda in basso dove l'ombra s'addensa” (di Bertrand Vandervelde, scrittore belga)
Una parte di questo romanzo, tradotto dal francese da Ermes Marana, viene consegnata fotocopiata al Lettore dal dottor Cavedagna, un editore. La storia ancora una volta coinvolge una figura femminile importante, Bernadette. All'inizio compare anche il nome di un altro personaggio, Jojo, rivale del protagonista; questi ha appena ucciso Jojo e ora lo trasporta in un sacco per decidere come sbarazzarsene definitivamente (in realtà la ragazza pensa che sia stato ucciso per un moto di gelosia che ha preso il protagonista mentre ella aveva un rapporto sessuale con Jojo). Tuttavia il protagonista, insieme con Bernadette, non riesce a trovare un posto e un modo adeguato a sbarazzarsi del cadavere di Jojo, che così continua a creare problemi anche da morto. Intanto un ragazzo cingalese è mandato da mademoiselle Sibylle, figlia del protagonista; il cingalese sostiene che la ragazza lavori al "Nuovo Titania", locale gestito da Madame Tatarescu, che aveva voluto mandare un messaggio intimidatorio al protagonista. Dato che la notte volge al termine, il protagonista decide di scendere in ascensore per portare via il cadavere in macchina, ma all'apertura delle porte ci sono tre uomini con le mani in tasca che, dopo aver chiesto cosa ci fosse nel sacco, in quanto conoscenti di Bernadette, ne tirano fuori una scarpa di vernice nera con la mascherina di velluto. La lettura si interrompe perché qui finiscono le pagine fotocopiate dal dottor Cavedagna.
“In una rete di linee che s'allacciano” (di Silas Flannery, scrittore irlandese)
Anche questo romanzo viene dato al Lettore dall'editore Cavedagna. Il romanzo narra di un professore universitario assillato dal suono dello squillo di un telefono, che sembra perseguitarlo e inseguirlo. Entrato in una casa per rispondere ad un telefono (né la casa né il telefono sono di sua proprietà), sente indicazioni intimidatorie riguardo ad una ragazza del suo corso, Marjorie Stubbs. Così il professore si mette a correre verso l'indirizzo dato (115, Hillside Drive) e, arrivato sul posto, slega la ragazza e la scioglie dal bavaglio; subito lei vomita. "Sei un bastardo", dice Marjorie al professore. La lettura è troncata dallo squillo del telefono del Lettore: è Ludmilla che lo invita a casa sua. A casa di Ludmilla, però, un altro personaggio, Irnerio ("il non-lettore"), approfitta di una distrazione del Lettore per impossessarsi del romanzo, poiché lo ispira per una sua scultura (e infatti verrà ritrovato in una mostra delle opere di Irnerio).
“In una rete di linee che s'intersecano” (ancora di Silas Flannery)
Il Lettore crede di avere tra le mani un'altra copia dello stesso romanzo di prima, ma si accorge che la fascetta con la scritta "L'ultimo successo di Silas Flannery" copre le ultime parole del titolo "s'intersecano", non più "s'allacciano". Inizia così la lettura di un nuovo romanzo, in cui la tematica principale sembra quella del riflesso speculare, di un gioco di specchi. Il protagonista, un uomo d'affari giapponese, è affascinato dagli specchi e soprattutto dai caleidoscopi, e sostiene di aver basato il proprio successo economico su un principio simile a quello dei caleidoscopi. Comincia così un ragionamento in cui ogni oggetto, movimento e abitudine viene ripetuto per eludere eventuali tentativi di omicidio nei suoi confronti. Il protagonista si è creato una stanza con le pareti fatte di specchi, ma questo confonde ancora di più la situazione: la sua donna, Lorna, sdraiata nuda e legata al suolo, vede ad ogni suo movimento la riflessione delle sue carni in ogni specchio a perdita d'occhio. Intanto entra Elfrida, e anche lei si riflette a non finire negli specchi: le carni della prima si intrecciano con il corpo della seconda e con la rivoltella che tiene in mano. Il Lettore non riesce più a distinguere l'una dall'altra, mentre l'ambientazione si sposta verso un altro luogo: la sacra dimora di Iside, dea della notte egizia. La soddisfazione del protagonista è l'ultima impressione di questo romanzo, che non termina perché il Lettore decide di mettersi in viaggio per rintracciare il vero Silas Flannery.
“Sul tappeto di foglie illuminato dalla luna” (di Takakumi Ikoka, scrittore giapponese)
Questo romanzo arriva al Lettore proprio dalle mani di Silas Flannery, che a sua volta lo aveva ricevuto da Ermes Marana. Si apre con la presentazione del protagonista, uno studente "della Facoltà" (quale sia, non è mai specificato), che sotto il controllo del signor Okeda pratica esercizi di focalizzazione dell'attenzione: cerca di concentrarsi sulla singola foglia del ginkgo, che cade dall'albero, invece che sull'insieme delle foglie. In una giornata successiva, durante una passeggiata, accade un fatto che colpisce il protagonista: mentre è chinato per avvicinare una ninfea galleggiante, Miyagi (moglie di Okeda) e Makiko (figlia di Okeda) si allungano per raccogliere il fiore, ed entrambi i capezzoli sfiorano il corpo del protagonista. Sulla via del ritorno verso casa, il protagonista chiede un appuntamento a Makiko, che accetta. Tuttavia la sera succede un imprevisto. Mentre egli insegue Makiko, irrompe nella stanza in cui Miyagi stava disponendo in un vaso dei fiori e delle foglie, che cadono a terra. Nel raccoglierle, Miyagi mette inavvertitamente una mano sul membro del protagonista, e lui, nello stesso istante, sul seno di lei. I due, per desiderio di lei, si ritrovano a fare all'amore, sotto gli occhi di Makiko, che era stata al gioco dell'inseguimento e si preoccupava perché non vedeva arrivare il protagonista, e del signor Okeda, "avvisato" da un rumore. Questo atto porta ad un allontanamento del protagonista da entrambe le donne: Makiko ormai lo vede solo come un altro degli amanti di sua madre, e Miyagi, sapendo di non poterlo avere (lui infatti nell'atto sessuale sussurra il nome di Makiko), approfitta di quell'unica occasione. La lettura viene interrotta da alcuni poliziotti che, alla discesa del Lettore dall'aereo, gli sequestrano il libro perché è proibito nel loro Paese.
“Intorno a una fossa vuota” (di Calixto Bandera)
Il testo è letto direttamente dalla stampa di una macchina di un ufficio di censura. Il protagonista, Nacho Zamora, vede suo padre morire, dopo che questi gli ha detto di recarsi al villaggio di Oquedal con il suo cavallo e la sua carabina. Nacho inizia la cavalcata di notte sulla sponda del fiume secco, e solo all'alba si accorge che dall'altra parte c'è un uomo incappucciato con un fucile, appaiato con lui. Il protagonista arriva al villaggio e segue le indicazioni del padre, giungendo così nel palazzo imperiale. Qui prima crede di essere figlio di Anacleta Higueras, una donna che lavora nelle cucine del palazzo degli Alvarado, poi della stessa Doña Jazmina. In entrambi i casi si avvicina alle figlie, Amaranta e Jacinta, e viene cacciato in malo modo dalle madri. Intanto apprende la storia di Faustino Higueras, fratello di Anacleta, che aveva combattuto contro il padre di Nacho intorno ad una fossa, e Faustino, che ebbe la peggio, fu ucciso. La sera, arriva l'incappucciato e si rivela come Faustino, e comincia uno scontro, con la stessa modalità di quello della leggenda, contro Nacho.
“Quale storia laggiù attende la fine?” (di Anatoly Anatolin)
Il romanzo deve trasmettere un senso di oppressione, nel quale il protagonista vuole cancellare tutto per incontrarsi "per caso" con la sua amica Franziska. Così comincia a cancellare con il pensiero tutto quel che vede (a volte pensa di esagerare, ma non torna indietro). Quando la Prospettiva in cui sta camminando rimane vuota, con solo lui e Franziska, il protagonista incontra i funzionari della Sezione D. Questi stavano cancellando esattamente come lui gli elementi nella Prospettiva (è per questo che a volte le cancellature erano parse esagerate), in attesa di “quelli nuovi”, cioè degli esseri che sarebbero approdati sulla terra e che avrebbero dovuto incontrare per forza i funzionari, i quali si sarebbero assunti le mansioni organizzative. Il protagonista, con l'intento di raggiungere la donna, si propone di andare lui stesso a cercarli. Si mette a correre verso Franziska e, sebbene si stiano creando delle voragini tra lui e lei, riesce con un balzo finale a raggiungerla. Così lei lo invita ad un caffè all'angolo, dicendo che ogni volta che cammina per la Prospettiva, incontra per caso il protagonista. Dato che mentre l'autore stava dando al Lettore i diversi blocchi di fogli del romanzo era stato sorpreso dalla polizia, la lettura s'interrompe qui.
I dieci titoli ed una frase aggiuntiva, insieme, compongono l'inizio di un altro romanzo: «Se una notte d'inverno un viaggiatore, fuori dell'abitato di Malbork, sporgendosi dalla costa scoscesa senza temere il vento e la vertigine, guarda in basso dove l'ombra s'addensa in una rete di linee che s'allacciano, in una rete di linee che s'intersecano sul tappeto di foglie illuminato dalla luna intorno a una fossa vuota – Quale storia laggiù attende la fine? – chiede, ansioso d'ascoltare il racconto.».

## Significato e contenuti
Il romanzo è sostanzialmente un "gioco" in cui Calvino ostenta in modo quasi provocatorio i "trucchi" che rivelano la sua abilità di narratore; è però un gioco serio, quasi drammatico, perché attraverso di esso Calvino vuole denunciare l'impossibilità di giungere alla conoscenza della realtà. 
Calvino disse del suo libro:
(I. Calvino, durante una conferenza stampa, tenutasi a Buenos Aires nel 1984)

## Altri studi
L'architetta indiana Aarati Kanekar ha proposto un suo studio su progetti di giochi costruttivi/tridimensionali basati su due testi letterari di Italo Calvino, Se una notte d'inverno un viaggiatore e Le città invisibili.

## Edizioni
- Se una notte d'inverno un viaggiatore, Torino, Einaudi, 1979, ISBN 88-06-49130-X.[2]
- Se una notte d'inverno un viaggiatore, Milano, Arnoldo Mondadori editore, 1994, ISBN 88-04-39029-8.
- Se una notte d'inverno un viaggiatore, con uno scritto di Giovanni Raboni, Milano, Mondadori, 2011, ISBN 978-88-04-48200-0.